# Catalog astronomic
Un catalog astronomic este o bază de date științifică tabulată care grupează date diferite privitoare la unul sau la mai multe tipuri de obiecte astronomice, în mare parte situate dincolo de Sistemul Solar.

## Istorie
Cel mai vechi catalog astronomic cunoscut este un catalog stelar care datează din secolul al V-lea î.Hr. și care se găsea în Gan-Shi Xing Jing, redactat de astronomii chinezi Gan De și Shi Shen.
Timocharis din Alexandria, în jurul anului 300 î.Hr., a creat, în colaborare cu Aristillus din Samos, primul catalog stelar din lumea occidentală. După mai mult de 150 de ani, Hipparchus din Niceea a colaționat propriul catalog cu cel al lui Timocharis și a descoperit că longitudinea stelelor se schimbase în cursul timpului, fapt ce i-a permis să determine prima valoare, destul de precisă, a precesiei echinocțiilor. 
Ptolemeu (secolul al II-lea) a redactat Almageste, care cuprinde, între altele, și un catalog stelar.
Evul Mediu vede născându-se epoca de aur a astronomiei în civilizația musulmană, de la lucrările lui Al-Battani (secolul al IX-lea până la punctul culminant pe care îl reprezintă Tablele sultaniene ale lui Ulugh Beg – între alți astronomi din Samarkand (la mijlocul secolului al XV-lea).
Primul catalog modern (în sensul istoric al termenului) este cu siguranță cel întocmit de Johann Bayer în lucrarea sa Uranometria, cu scopul de a clasa stelele prin constelații. Dincolo de a fi un simplu catalog, este vorba și de un sistem de desemnare relativ practică și încă frecvent folosită în acest început de al III-lea mileniu. Bineînțeles, văzute fiind limitele acestui sistem, astronomii profesioniști l-au cam lăsat de o parte.
Primul catalog care se referă la obiectele non stelare de pe cerul profund datează din a doua jumătate a secolului al XVIII-lea și a fost creat de un căutător de comete, Charles Messier (cu ajutorul altor astronomi, ca de exemplu Pierre Méchain), cu scopul de a repertoria obiectele difuze susceptibile de a fi confundate cu o eventuală cometă de pasaj. Cu unele excepții, nebuloasele de emisie, galaxiile, roiurile (roiurile deschise și roiurile globulare) cele mai spectaculoase accesibile din Europa (adică a căror declinație nu coboară sub 35°) figurează în Catalogul Messier.
Cele mai recente cataloage sunt, înainte de toate, făcute de profesioniști, deși unii astronomi amatori reușesc uneori să aibă contribuții importante la edificarea lor. Odată cu creșterea numărului și mai ales a volumului de date, hârtia a fost abandonată în profitul informaticii. Este mai ușor să corectezi un fișier informatic decât o carte. Avantajele informaticii asupra hârtiei sunt foarte numeroase:
- Când  există o eroare într-un fișier informatic, trebuie corectat și înregistrat fișierul; o carte trebuie retipărită sau, cel puțin, să i se adauge o pagină de erată.
- Când un catalog este tipărit pe hârtie, rar este vândut în mai mult de o mie de exemplare.
- Accesul este cvasiimediat în cazul cataloagelor pe suport informatic.
- Pentru stocarea cărților este nevoie de un loc nicidecum neglijabil, în informatică suportul ocupă un spațiu nu mai mare decât o carte de buzunar: hard discul.
- Siguranță: sunt mai puține riscuri de a se pierde date, în caz de incendiu sau de alte catastrofe.

## Centrele de date
Astăzi, toate cataloagele folosite în mediul profesional sunt stocate pe suport informatic în centre de date care posedă aceleași date. Avantajul acestui principiu se înrudește cu cel al site-lui oglindă: dacă unul dintre centre este saturat, este suficient să te conectezi la un altul. Centrele de date sunt:
- La Plata (Argentina),
- Moscova (Federația Rusă),
- Beijing (China),
- Pune (India),
- Strasbourg (Franța),
- Tokyo (Japonia),
- Washington (Statele Unite ale Americii),
- Victoria (Canada),
- Mauna Kea (Hawaii).

Pentru europeni, aceste cataloage sunt disponibile descărcându-le de la Centre de données astronomiques de Strasbourg (CDS). Se poate interoga și cu Aladin. Cea mai mare parte a fișierelor sunt în codul ASCII, iar unele cataloage sunt oferite cu un program scris în FORTRAN. Cu toate acestea, unele cataloage sunt direct utilizabile de softuri astronomice.
Există reguli de folosire în aceste cataloage: principalele sunt:
- Abrevierea cu prioritate pe numele catalogului.
- Numele este rezervat folosirii de către biblioteci (cu anul).
- Când există mai multe versiuni ale unui catalog, versiunea cea mai recentă este de utilizat. Se va preciza totodată numărul versiunii, dacă nu anul.
- Pentru a vorbi despre un astru, se folosește abrevierea denumirii catalogului urmată de referința sa în acest catalog.
- Când nu există abreviere, se va utiliza adresa de tipul: Centrul _de_ date/Categoria (cifre romane)/Numărul_catalogului.

Trebuie știut că între două centre de date cataloagele nu au aceeași referință. Lista cataloagelor este foarte lungă (peste 5.000).

## Principale cataloage astronomice
Există câteva cataloage care sunt frecvent utilizate:
- Messier (M).
- Almageste (catalogul lui Ptolemeu)
- Henry Draper Catalogue (HD)
- History and Accurate Positions for the NGC/IC Objets (NGC, IC) care conține datele a 15.000 de obiecte din New General Catalogue (în jur de 9.000) și din Index Catalogue (în jur de 6.500).
- Hubble Space Telescope Guide Star Catalogue (GSC): poziții și magnitudini a circa 19 milioane de stele.
- Naval Observatory Merged Astrometric Dataset (NOMAD) al US Naval Observatory care este catalogul stelar cel mai voluminos astăzi: peste 1 miliard de stele[1].
- Catalog of Components of Double and Multiple Stars (CCDM) : date a peste 34.000 de sisteme binare și multiple.
- Combinated General Catalogue of Variable Stars (GCVS): date a peste 75.000 stele variable.
- Positions and Proper Motions (PPM): poziții și mișcări proprii ale unui număr de 180.000 de stele.
- VLBI International Celestial Reference Frame (ICRF): astre care servesc drept reper pentru determinarea pozițiilor altor astre (667 de astre).
- Catalogue of Galactic Planetary Nebulae (PK): date a peste 1.500 de nebuloase planetare.
- Catalogue of Galaxies and of Clusters of Galaxies (CGCG): date a peste 9.000 roiuri de galaxii.
- Catalogue of Pulsar (PSR) : date privitoare la circa 600 de pulsari.
- Morphological Catalogue of Galaxies (MCG): date privitoare la circa 70.000 de galaxii.
- Uppsala General Catalogue of Galaxies (UGC): recenzează cam 12.921 de galaxii vizibile în emisfera nordică.

Primele cinci cataloage sunt cele mai utilizate de astronomii amatori. Celelate sunt folosite mai ales de profesioniști, dar unele lucrări și reviste destinate amatorilor fac uneori mențiunea astrelor din aceste cataloage. În plus, unele softuri astronomice destinate amatorilor conțin unele din aceste cataloage.
- În rândul cataloagelor cerului profund, Catalogul Caldwell, complementar al catalogului Messier, întâlnește un anumit succes în Statele Unite ale Americii, în Regatul Unit și în Australia.

Creat în 2005, catalogul NOMAD  (Naval Observatory Merged Astrometric Dataset) grupează cataloagele Hipparcos, Tycho-2, UCAC2, USNO-B1.0 și 2MASS. Reunește circa 1,1 miliarde de stele până la magnitudinea aparentă 21, ceea ce reprezintă circa 80 de gigaocteți de date.
Serviciul VizieR de la CDS repertoria 9.556 de cataloage la data de 22 decembrie 2011.

### Articole conexe
- Listă a cataloagelor astronomice
- Catalog stelar
- Observator virtual